# Dorit Petschel
Dorit Petschel, verheiratete Körner (* 1970), ist eine deutsche Historikerin und Lehrerin.

## Leben
Nach dem Abitur 1988 studierte Petschel bis 1993 Germanistik und Geschichte an der PHD bzw. TU Dresden und erlangte das Erste Staatsexamen für das Höhere Lehramt an Gymnasien. 1998 wurde Dorit Petschel an der Technischen Universität Dresden mit der Dissertation Zwischen Rétablissement, Rheinbund und Restauration. Die sächsische Außenpolitik unter Kurfürst Friedrich August III. 1785 bis 1806 promoviert. In den Jahren 1997–1999 hatte sie ein Referendariat am Gymnasium Kreuzschule in Dresden inne, dem sich 1999 das Zweite Staatsexamen anschloss. 1999/2000 unterrichtete sie am Sauerbruch-Gymnasium Großröhrsdorf.
Dorit Petschel leitete anschließend bis 2003 die Arbeitsstelle Geschichte der Technischen Universität Dresden. In dieser Eigenschaft erarbeitete sie mit Reiner Pommerin und Thomas Hänseroth die 2003 erschienene Publikation 175 Jahre TU Dresden und eigenständig als dessen Band 3 das Standardwerk Die Professoren der Technischen Universität Dresden, 1828–2003, herausgegeben im Auftrag der Gesellschaft von Freunden und Förderern der Technischen Universität Dresden e. V. In diesem Professorenkatalog sind in alphabetischer Reihenfolge vollständig alle rund 2.000 Professoren erfasst, die seit der Gründung 1828 bis zum Jubiläumsjahr 2003 an der heutigen Technischen Universität bzw. deren Vorgängereinrichtungen gewirkt haben. Einer Stelle als Referentin für Hochschulentwicklung (2003–2005) schlossen sich Tätigkeiten als Wissenschaftliche Mitarbeiterin am Institut für Geschichte an der Technischen Universität Dresden an. Später war sie an der Sächsischen Landeszentrale für politische Bildung tätig.
Inzwischen unterrichtet sie Deutsch und Geschichte an der 36. Oberschule Dresden.

## Veröffentlichungen
- Christian Wilhelm Ludwig von Abeken (1826–1890). In: Sächsische Justizminister 1831 bis 1850. Acht biographische Skizzen (= Sächsische Justizgeschichte. Band 4). Sächsisches Staatsministerium der Justiz – Referat Presse- und Öffentlichkeitsarbeit, Dresden 1994, S. 41–65 (Digitalisat).
- Die Persönlichkeit Friedrich Augusts des Gerechten, Kurfürsten und Königs von Sachsen. In: Uwe Schirmer (Hrsg.): Sachsen 1763 bis 1832. Zwischen Rétablissement und bürgerlichen Reformen. Sax-Verlag, Beucha, 1996, ISBN 3-930076-23-3, S. 77–100.
- Sächsische Außenpolitik unter Friedrich August I. Zwischen Rétablissement, Rheinbund und Restauration (= Dresdner historische Studien. Band 4). Böhlau, Köln u. a. 2000, ISBN 3-412-14299-9.
- 175 Jahre TU Dresden. Band 3: Die Professoren der TU Dresden 1828–2003. Böhlau, Köln u. a. 2003, ISBN 3-412-02503-8.